# جهاد أحمد جبريل
محمد جهاد أحمد جبريل (1961 – 20 مايو 2002) كان ابن أحمد جبريل مؤسس الجبهة الشعبية لتحرير فلسطين – القيادة العامة. اغتيل في بيروت بلبنان يوم 20 مايو 2002.
ولد جهاد في دمشق بسوريا عام 1961. وهو الابن الأكبر لأحمد جبريل.
كان جهاد متزوج ولديه طفلين؛ أحمد (مواليد 1992) وعلي (مواليد 1996).